# Batur Tengah
Batur Tengah is een bestuurslaag in het regentschap Bangli van de provincie Bali, Indonesië. Batur Tengah telt 3084 inwoners (volkstelling 2010).